# 网易邮箱
网易邮箱是网易公司推出的电子邮箱服务，中国大陆主流的电子邮箱之一，分为163、126和yeah.net三个品牌，还有VIP163、VIP126和188等VIP收费邮箱，均可用作网易通行证，目前官方宣称用户总数突破5亿。

## 历史
- 2000年10月推出163邮箱。
- 2003年9月推出126邮箱，定位为专业电子邮局。
- 2007年6月[來源請求]推出yeah.net邮箱。
- 2007年10月三大邮箱品牌升级为无限容量。
- 2010年1月推出手机号码邮箱。

## 争议
- 2013年央视“3.15晚会”曝光网易邮箱涉嫌偷窥用户信息，进行广告营销。[2]

### 数据泄露事件
2015年10月，有网易邮箱用户在论坛和微博上反映自己的网易邮箱泄露，一些用网易邮箱注册的第三方账户被盗。10月18日，网易在其微博上称，泄露一事不属实。但10月19日，乌云漏洞报告平台宣布，网易的用户数据库疑似泄露，可能涉及过亿用户。20日，国家互联网应急中心就该事件进行通报，认为“尚无法支持‘过亿数据泄露’这一判断”。